# BrainGate

Schéma d'une interface neuronale directe.

BrainGate est un système d'implants neuronaux mis au point par la société de bio-technologie Cyberkinetics en 2003, en collaboration avec le département de Neurosciences à l'université Brown. 

## Applications
L'appareil a été conçu pour aider ceux qui ont perdu le contrôle de leurs membres, ou d'autres fonctions corporelles, comme les patients atteints de sclérose latérale amyotrophique (SLA) ou une lésion de la moelle épinière. La puce, qui est implantée dans le cerveau, surveille l'activité cérébrale chez le patient et convertit l'intention de l'utilisateur en commandes informatiques.

## En pratique
La puce utilise une centaine d'électrodes chacune épaisse comme un cheveu, qui réagissent à la signature électromagnétique des neurones dans certaines régions spécifiques du cerveau, par exemple la zone qui contrôle les mouvements du bras.
L'activité est traduite en signaux électriques qui sont ensuite envoyés et décodés à l'aide d'un programme, qui peut bouger soit un bras robotisé soit un curseur informatique. Selon le site de Cyberkinetics, trois patients se sont fait implanter un système BrainGate. L'entreprise a confirmé qu'un des patients (Matthew Nagle) avait subi une dégradation de la moelle épinière et qu'un autre avait contracté un état de sclérose latérale amyotrophique avancé.
En plus d'une analyse en temps réel des modèles neuronaux pour relayer un mouvement, le système BrainGate est aussi capable d'enregistrer des données électriques pour des analyses ultérieures. Une potentielle utilisation de cette fonctionnalité serait d'étudier les modèles de saisie chez un patient atteint d'épilepsie.
BrainGate recrute actuellement des patients avec un panel de maladies neuromusculaires et neurodégénératives pour des essais cliniques dans les États-Unis